# Alejandra Valencia
Alejandra Valencia (Hermosillo, 17 oktober 1994) is een Mexicaans boogschutster.

## Carrière
Valencia nam deel aan de Olympische Spelen in 2012 waar zij in de eerste ronde won van Reena Pärnat maar verloor in de tweede ronde van Cheng Ming. Vier jaar later nam ze opnieuw deel en won ze achtereenvolgens van Yuliya Lobzhenidze, Yasemin Ecem Anagöz, Bombayla Devi, Choi Mi-sun en verloor van Lisa Unruh voor een plek in de finale, vervolgens verloor ze van Ki Bo-bae voor het brons.
Ze won tal van kampioenschappen in Zuid- en Centraal-Amerika in de drie verschillende competities.

## Erelijst

### Olympische Spelen
- 2020:  Tokio (gemengd)
- 2024:  Parijs (team)

### Wereldkampioenschap
- 2017:  Mexico-Stad (team)

### Pan-Amerikaanse Spelen
- 2011:  Guadalajara (individueel)
- 2011:  Guadalajara (team)
- 2015:  Toronto (team)
- 2019:  Lima (individueel)
- 2019:  Lima (gemengd)
- 2019:  Lima (team)

### Pan-Amerikaans kampioenschap
- 2010:  Guadalajara (individueel)
- 2010:  Guadalajara (team)
- 2018:  Medellín (individueel)
- 2018:  Medellín (gemengd)
- 2018:  Medellín (team)
- 2021:  Monterrey (team)

### Centraal-Amerikaanse en Caraïbische Spelen
- 2010:  Mayagüez (team)
- 2018:  Barranquilla (individueel)
- 2018:  Barranquilla (gemengd)
- 2018:  Barranquilla (team)

### Universiade
- 2017:  Taipei (individueel)
- 2017:  Taipei (gemengd)

### World Cup
- 2011:  Ogden (individueel)
- 2011:  Shanghai (team)
- 2012:  Ogden (individueel)
- 2012:  Ogden (team)
- 2012:  Antalya (gemengd)
- 2013:  Wrocław (individueel)
- 2014:  Wrocław (team)
- 2015:  Mexico-Stad (finale, gemengd)
- 2016:  Medellín (team)
- 2017:  Berlijn (individueel)
- 2017:  Berlijn (team)
- 2018:  Salt Lake City (team)
- 2019:  Antalya (team)
- 2021:  Guatemala-Stad (individueel)
- 2021:  Guatemala-Stad (team)
- 2021:  Lausanne (gemengd)
- 2021:  Lausanne (team)